# Дашув
Дашув (пол. Daszów, нім. Dahsau) — село в Польщі, у гміні Ємельно Ґуровського повіту Нижньосілезького воєводства.
Населення — 182 особи (2011).
У 1975-1998 роках село належало до Лешненського воєводства.

## Демографія
Демографічна структура станом на 31 березня 2011 року:
|          | Загалом | Допрацездатний вік | Працездатний вік | Постпрацездатний вік |
| -------- | ------- | ------------------ | ---------------- | -------------------- |
| Чоловіки | 90      | 19                 | 61               | 10                   |
| Жінки    | 92      | 20                 | 49               | 23                   |
| Разом    | 182     | 39                 | 110              | 33                   |